# 載銳
成恭郡王載銳（1805年2月20日—1859年5月22日），愛新覺羅氏，追封成郡王綿懃之長孫，追封成郡王奕綬之長子，生母為德喜之女嫡福晉瓜爾佳氏，成親王系第四代。

## 生平
嘉慶十年正月（1805年）出生，嘉慶十八年二月（1813年）受封為鎮國將軍，嘉慶二十五年正月（1820年），襲封祖父綿懃的貝勒爵位，道光三年（1823年）接替曾祖父成為成親王第四代，其祖父與父親分別追封為成親王第二代及第三代，惟因為成親王並非世襲罔替的爵位，因此他的封爵僅為郡王。該年二月十四日，九妹蘇拉格格因未婚守志而封為貞節多羅格格，三月十六日，禮部尚書奎照奏為成郡王綿勤之九女守貞身故請旌表事。
道光五年九月初二日，成郡王載銳之弟媳，原知縣多齡額之女瓜爾佳氏一聞載鐘已故情願守節。咸豐九年四月（1859年）去世，虛齡五十四岁，由長子溥莊襲封成親王系第五代，惟需遞降為貝勒襲封。

## 妻妾
嫡福晉鄂濟氏，員外郎扎爾杭阿之女。
側福晉佟佳氏，薩克當阿之女。
側福晉郭佳氏，八品官慶山之女。一史館有藏道光十三年八月初三日，成郡王門上長史三音布為呈報成郡王之側室福晉郭氏生第四子溥蓁事。
妾室魏氏，驍騎校喜瑞之女。中國第一歷史檔案館有藏道光十二年十一月十二日，成郡王門上長史三音布為呈報成郡王之妾室魏氏卒事。
庶福晉梁氏，梁福祿之女。
庶福晉趙氏，慶福之女。
庶福晉王氏，王三保之女。
庶福晉楊氏，楊福之女。
庶福晉陳佳氏，五雲珠之女。一史館有藏道光二十七年五月初三日，成郡王門上長史穆精額為呈報成郡王庶福晉陳佳氏出身子嗣病故事。
庶福晉劉氏，福通阿之女。
庶福晉鄭氏，鄭福之女。

## 子嗣
- 长子郡王銜多罗贝勒溥莊,生母为侧福晋郭佳氏
- 次子溥英（早死),生母为妾魏氏
- 第三子溥华 （早死),生母为侧福晋郭佳氏
- 第四子三等镇国将军溥兰，生母为侧福晋郭佳氏。嫡妻乌立杨罕氏，妾刘氏。有三个子：毓林，三等辅国将军毓杲，毓果。
- 第五子奉恩将军，副都统溥蔚，生母为妾魏氏。嫡妻张佳氏，继妻齐普楚特氏，三娶妻奇穆克氏。有一子毓桐。
- 第六子己革镇国将军溥蕴，生母为侧福晋郭佳氏。嫡妻锡克特里氏，继妻关佳氏。有一个子毓柏。